# Michele Bovi
Michele Filippo Bovi, noto come Michele Bovi (Catania, 13 agosto 1950), è un giornalista e autore televisivo italiano.
Ha lavorato per Avvenire, Guerin Sportivo e Il Nuovo Quotidiano. È stato direttore del Corriere di Romagna e del telegiornale della Repubblica di San Marino. Alla Rai è stato caporedattore centrale del Tg2, dirigente di Rai2 e capostruttura per l’intrattenimento di Rai1. Risiede tra Roma e la Repubblica di San Marino. Dal 2021 scrive per Huffington Post Italia.

## Biografia
Nasce a Catania da genitori originari di Ferrara trasferiti in Sicilia per lavoro; trascorre infanzia e adolescenza a Roma.
Da studente si diletta a suonare il sassofono e a 17 anni entra a far parte del gruppo Boa Boa del cantante Pierfranco Colonna, che nel maggio del 1968 fa da spalla a Jimi Hendrix nei 4 concerti romani al Teatro Brancaccio; entra poi nelle Pecore Nere.
Lascia Roma per tornare nella terra della sua famiglia, l’Emilia-Romagna, e intraprende la professione di giornalista nel 1974 collaborando prima per Avvenire poi per il Guerin Sportivo. Nel 1975 per Il Nuovo Quotidiano di Bologna diretto da Enzo Tortora si occupa delle pagine della costa romagnola. Assunto alla rivista Romagna (Edizioni Celbo) periodico coordinato dal conte Alberto Rognoni, nel 1976 ne diventa caporedattore. Dal 1978 al 1983 dirige il settimanale Corriere di Romagna..
Diventa poi responsabile del primo telegiornale della Repubblica di San Marino, che ha come consulenti i giornalisti Mimmo Scarano (già direttore di Rai1) e Ugo Zatterin all’epoca direttore del Tg2; è proprio Zatterin ad aprirgli la strada del Tg2 dove nella seconda metà degli anni Novanta diventa caporedattore del Desk e successivamente di Tg2 Salute.
Nel 2003 è capostruttura di Rai2 nella sede di corso Sempione a Milano, responsabile di programmi come Quelli che il calcio, Notti europee, Nati a Milano, Eventi Pop, I ’60 a colori. Nel 2005 torna a Roma al Tg2 come caporedattore centrale e ideatore-coordinatore dei programmi Tg2 Mistrà e Tg2Punto.it. Nel 2009 è capostruttura dell’intrattenimento di Rai1), alla guida di tutti i programmi di punta della rete ammiraglia, da Ti lascio una canzone a Ballando con le stelle, da I migliori anni a Il più grande spettacolo dopo il weekend con Rosario Fiorello, dalle commedie di Eduardo De Filippo interpretate da Massimo Ranieri e Mariangela Melato al ritorno in prima serata del teatro di Dario Fo.
Ha realizzato una serie di Tg2 Dossier dedicati ai retroscena della musica intitolati Canzoni Segrete e vari speciali su Lucio Battisti ai quali ha chiamato a collaborare i maggiori esperti del cantautore reatino: Italo Gnocchi, Luciano Ceri, Roby Matano e Michele Neri. Dal 2003 al 2010 in gran parte dei i suoi programmi Rai hanno collaborato Edmondo Berselli e Pasquale Panella.
Tra i programmi da lui ideati Segreti Pop, Da Da Da, Techetechete' ed Eventi pop.
Ha pubblicato numerosi volumi che illustrano la musica attraverso prospettive esclusive: plagio, censura, armi, spionaggio.

## Opere
- 2004: Anche Mozart copiava, edizioni Auditorium, Milano
- 2005: Tg2 Mistrà, Coniglio editore, Roma (con Pasquale Panella)
- 2007: Da Carosone a Cosa Nostra, gli antenati del videoclip, Coniglio editore, Roma
- 2014: Cinebox Vs Scopitone, canzoni da guardare, Arcana Edizioni, Roma
- 2017: Note segrete, eroi spie e banditi della musica italiana, Graphofeel; ristampato nel 2019 da Iacobelli Editore
- 2019: Ladri di canzoni, Hoepli, Milano
- 2022: Ben-Hur, un altro film, con Pasquale Panella, Gedi-Huffpost Italia (podcast)
- 2023: Anche Mozart copiava e plagiava i Beatles, Minerva Edizioni, Bologna
- 2025: C'era una volta il Cantastampa. Quando i giornalisti spodestarono i parolieri, Coniglio Editore, Roma